# Narodni umetnostni muzej Belorusije
Narodni umetniški muzej Republike Belorusije (belorusko: Нацыянальны художній музей Рэспублікі Беларусь) je največji umetniški muzej v Belorusiji in stoji v Minsku. Muzej obsega več kot trideset tisoč umetniških del, ki sestavljajo dvajset različnih zbirk in predstavlja dve glavni: zbirko nacionalne umetnosti in zbirko umetniških spomenikov različnih držav sveta.

## Zgodovina
Državna umetniška galerija je bila uradno ustanovljena 24. januarja 1939 v skladu z resolucijo Beloruskega sveta ljudskih komisarjev. V galeriji je bilo 15 dvoran Diplomske kmetijske šole, nekdanje dekliške gimnazije v Minsku. Poleg oddelkov za slikarstvo, kiparstvo in grafiko je bil s posebnim ukazom ustanovljen ločen oddelek umetniške industrije. V tem času je galerijo vodil znani beloruski slikar-keramik Mikalaj Mihalap.
Na začetku leta 1941 so skladi in zaloge Državne umetniške galerije šteli že skoraj 2711 umetniških del, od tega štiristo razstavljenih. Dolgoročno bi bilo treba opisati in preučiti vsak spomenik ter izdelati katalog muzejske zbirke. Usoda celotne zbirke je bila v prvih dneh Velike domovinske vojne tragično neugodna. V kratkem času bi izginila, ne da bi sploh pustila sled.
Po vojni je bil vrnjen le majhen del umetniških del, predvsem tistih, ki so bile pred vojno na razstavah v Rusiji. Kljub povojnemu opustošenju, ko je Minsk ostal v ruševinah, je beloruska vlada namenila precejšnje vsote denarja za nakup umetniških del za Galerijo. Bilo je že avgusta 1945, ko so bila pridobljena platna Borisa Kustodieva, Vasilija Polenova, Karla Briullova in Isaaka Levitana.
Gradnja nove stavbe Državne umetniške galerije z desetimi prostornimi dvoranami v dveh nadstropjih in veliko galerijo je bila končana leta 1957. V teh letih je muzejska zbirka že dosegla predvojno raven in je vključevala približno tri tisoč del ruske, sovjetske in beloruske umetnosti.
Obdobje 1970-ih in zgodnjih 1980-ih let je bilo vrhunec razstavne dejavnosti muzeja. Zbirka beloruske moderne slikarske in grafične umetnosti je bila vzeta iz muzejskih skladov za razstave v tujini.
Leta 1993 se je muzej preimenoval v Narodni umetniški muzej Republike Belorusije.

## Arhitektura
Stavba sodobnega Narodnega umetniškega muzeja Republike Belorusije je bila zasnovana kot Državna umetniška galerija (avtor projekta Mihail Ivanovič Baklanov).
V pojasnilu k projektni nalogi je avtor ugotovil: »Med načrtovanjem je bila najdena takšna arhitekturna in kompozicijska rešitev, ki je omogočila rešitev problema gradnje tega segmenta in doseganje celostne arhitekturne rešitve v volumetrični kompoziciji celotne stavbe, v enem kompleksu. Glavna fasada stavbe je usmerjena proti Leninovi ulici. Vhod v stavbo ima najugodnejše mesto in je poudarjen z ložo. Stena v globini lože je obogatena s štukaturnim tematskim visokim reliefom, katerega podoba bo narejena na ozadju stenske ravnine, obdelane s smalto.«
Gradnja je bila končana leta 1957. Treba je opozoriti, da so bile med gradnjo izvedene nekatere prilagoditve prvotno zasnovane arhitekturne zasnove. Tako so bile zlasti na glavni fasadi narejene druge podobe kapitelov stebrov in pilastrov, v vhodnem delu ni tematskega visokega reliefa, spremenjene so bile kiparske kompozicije.
V umetniški odločitvi muzeja se tesno prepletata dve temi - zmaga (slovesnost in monumentalnost) in tempelj-odlagališče umetniških zakladov. Glavna fasada je sinteza arhitekture in kiparske plastike, izvedena z visoko estetsko izraznostjo.
Za rešitev fasade muzeja je značilna posodobljena interpretacija klasicistične teme; aktiven izrazni element je stiliziran podstrešni pediment s kiparsko kompozicijo na koncu (kipar Andrej Bembel). Niše z alegoričnimi kiparskimi kompozicijami (kiparji Pyotr Belousov, Sergej Adaškevič, Lev in Mark Robermanns) obdajajo vhodno nišo s kolonado kompozitnega reda. Reliefi na podstrešni ravni podpirajo delitev fasade.
Dominira preddverje z dvema svetlobama s stopniščem s tremi stopnjami, okoli katerega je v drugem nadstropju odprta galerija. Razstavne dvorane so zasnovane kot suita v istem drugem nadstropju.

## Galerija
- Prerok Elija. 1668. Tempera na tabli.
- Thomas Heeremans, Poletje, 1689.
- Ilja Jefimovič Repin, Portret ministra za notranje zadeve Vjačeslava von Plehveja. 1902. Olje na platnu.
- Ferdynand Ruszczyc, Blizu cerkve. 1899.
- Mikhail Filippovich. Kresna noč. 1921-1922. Olje na kartonu.
- Vladimir Beklemishev. Vaška ljubezen. 1896. Bron.
- Peter Clodt von Jürgensburg. Kobila in žrebe, 1854.